# Iyyanahalli, Jagalur
Iyyanahalli là một làng thuộc tehsil Jagalur, huyện Davanagere, bang Karnataka, Ấn Độ.